# 廣東銀行

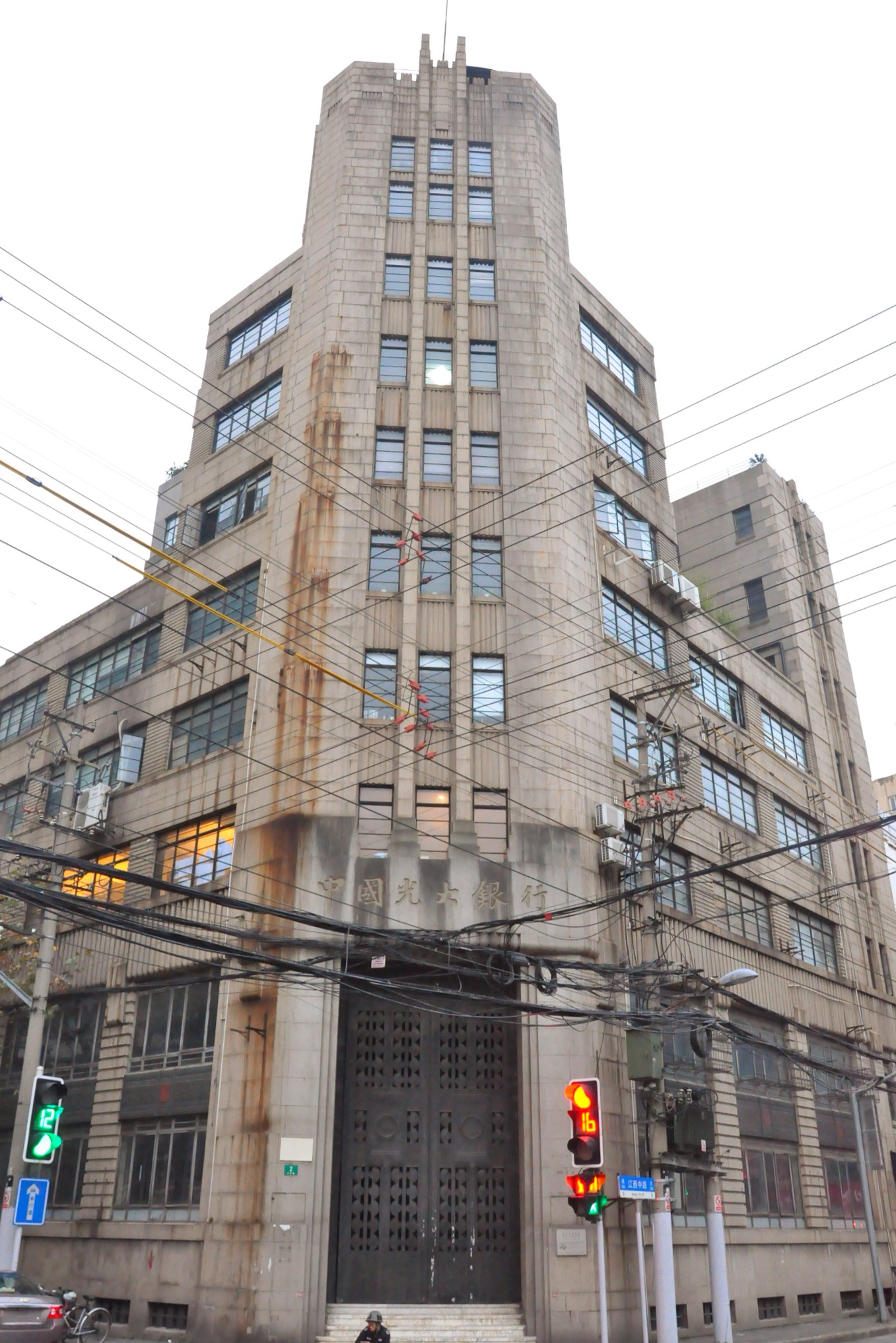
上海广东银行大楼

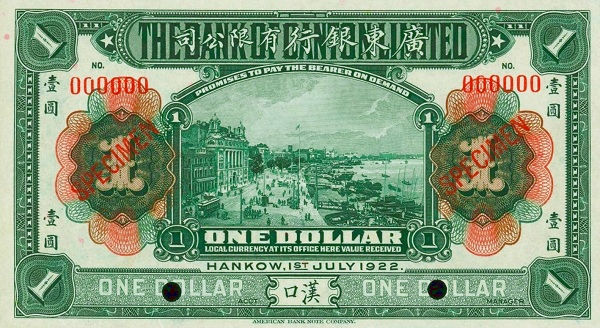
广东银行汉口分行发行之一元钞票

廣東銀行（英語：Bank of Canton）是创立于1912年的华资银行，總行設在香港中環德輔道6號，是香港首間華資銀行。

## 历史
广东银行創辦於1912年2月21日，創辦人是來自美國三藩市的華僑李煜堂、陸蓬山等人，總行設在香港中環德輔道6號，而非傳統銀號聚集的上環。初期資本額定為200萬元，後來擴充至500萬元，分為20萬股，每股25元。當時，廣東銀行的業務主要包括：匯兌、儲蓄、附存（存款）、來往附存、按揭（放款、押款）、保管箱等，後來在上海開設分行還獲發鈔權，從事鈔票發行業務。創辦初期，由於信用未孚，又缺乏經營銀行的經驗，廣東銀行的業務發展不快。
第一次世界大戰期間，金價暴跌，廣東銀行司理陸蓬山認為機會難得，趁金銀比價巨大變動之際，請准香港政府改銀本位為金本位，按當時每英鎊兌4.8港元的市價，將原已收取港元的資本全部轉為英鎊，資本總額則定為120萬英鎊，示足之數向社會招股。大戰結束後，金價回升到原位，廣東銀行的資本折合港幣已增加到935萬元，無形中資本增加近一倍，進身全國資本較雄厚的銀行之列。這一時期，廣東銀行業務發展迅速，分行開至廣州，上海，台山，汕頭，漢口以至暹羅曼谷，舊金山，纽約等地。其中廣州，上海的分行辦得有聲有色，十分活躍。
1930年代，隨著西方出現經濟大衰退，廣東銀行曾兩度出現擠提。1931年，廣東銀行曾被提走高達390多萬的存款，但當時該行實力雄厚，平安渡過難關。1934年9月，廣東銀行再度出現擠提，被提走的存款高達1,000萬元，總行及海外6家分行被迫停業。後來，該行經國民政府改組，於1935年11月23日復業，由前行政院長宋子文出任總經理，雖然仍稱商辦，但人事組織已面目全非。
該行在1935年曾停業清理，1936年復業。1942年日軍侵占香港時又停業，1945年日本投降时復業。
1988年該行被美國太平洋銀行收購後，改名為太平洋亞洲銀行。1992年，美國銀行集團與美國太平洋集團合併，太平洋亞洲銀行易名為美國亞洲銀行。2001年，美國亞洲銀行易名為美國銀行（亞洲）。2006年，中國建設銀行宣佈向美國銀行收購該行，以擴展建行在香港的業務，並於2007年1月10日易名為中國建設銀行（亞洲）。